# Polydrusus confluens
Polydrusus confluens — вид долгоносиков-скосарей из подсемейства Entiminae.

## Описание
Жук длиной 4,5-5,8 мм. Надкрылья с более светлым третьим и седьмым промежутками, остальные чешуйки коричневатые. Чешуйки на надкрыльях с острыми или округлёнными вершинами, но не двувершинные. Переднеспинка со светлыми полосками по сторонам диска. Передние голени самцов S-образно вырезанные, вершины их не загнуты внутрь. 

## Экология
Жук обитает в степях.